# Saint-Hilaire-Petitville
Saint-Hilaire-Petitville é uma comuna francesa na região administrativa da Normandia, no departamento Mancha. Estende-se por uma área de 9,99 km². Em 2010 a comuna tinha 1 362 habitantes (densidade: 136,3 hab./km²).